# Ermida de São Pedro Gonçalves Telmo

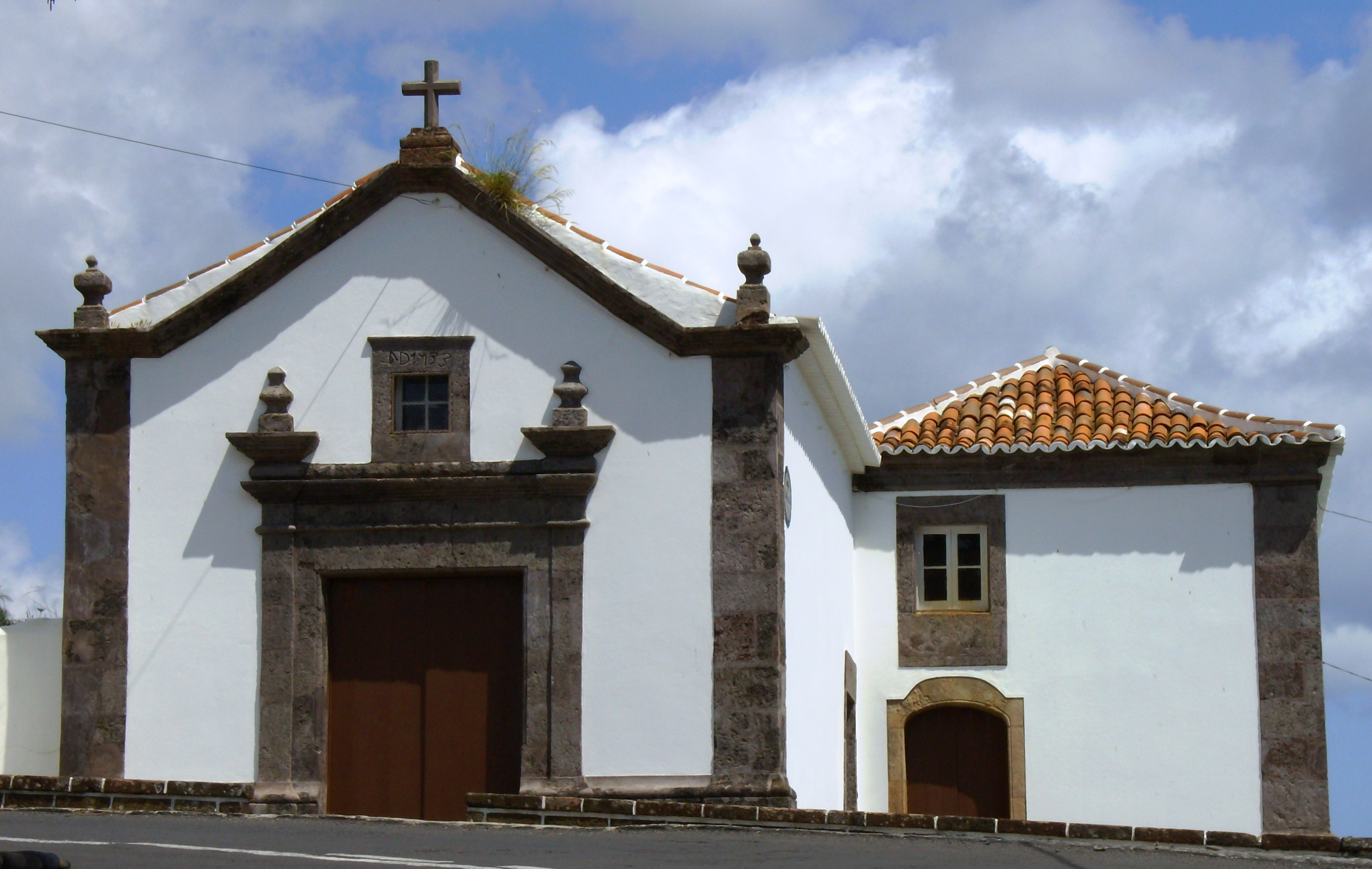
Ermida de São Pedro Gonçalves Telmo.

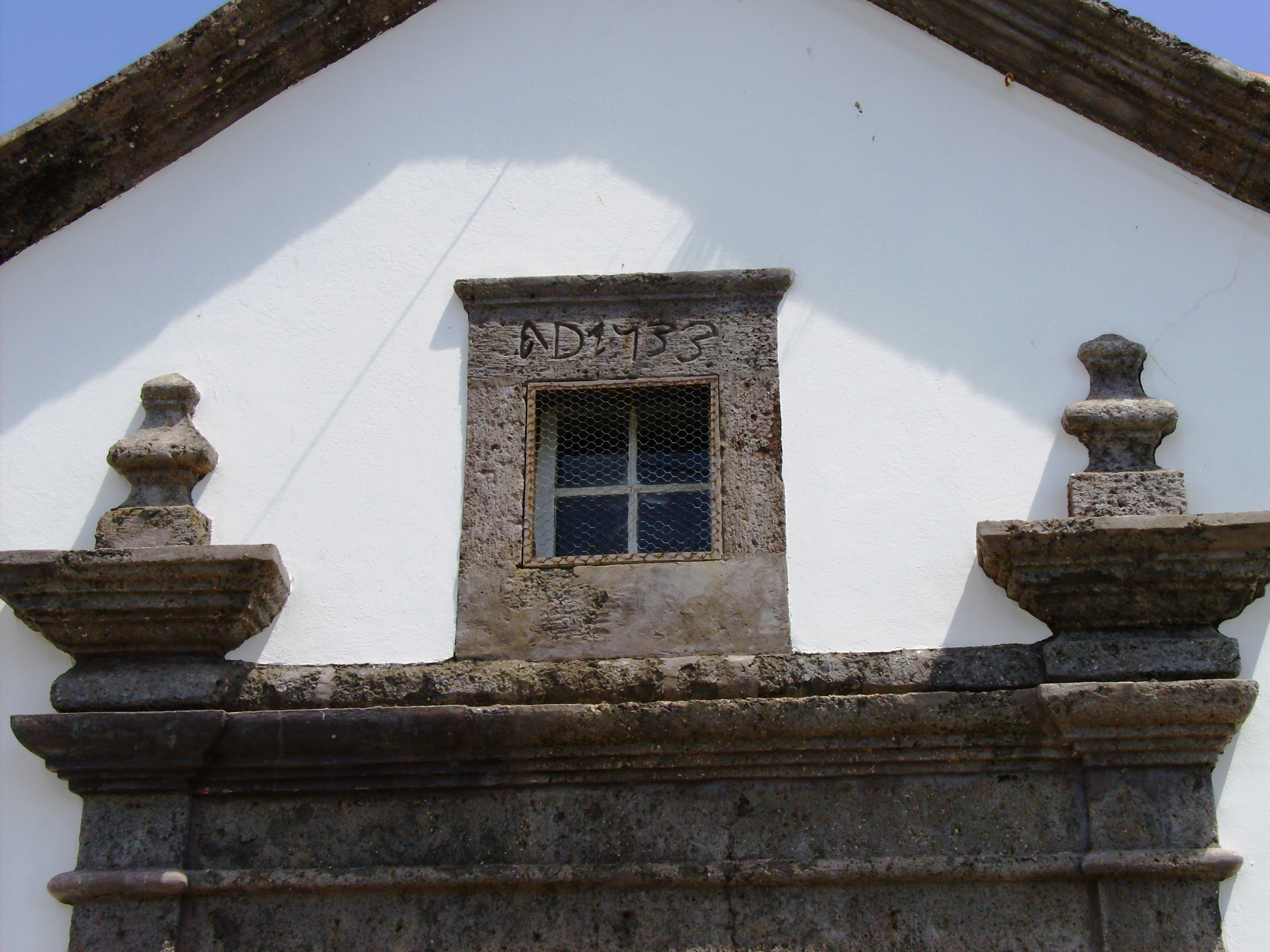
Ermida de São Pedro Gonçalves Telmo: detalhe.

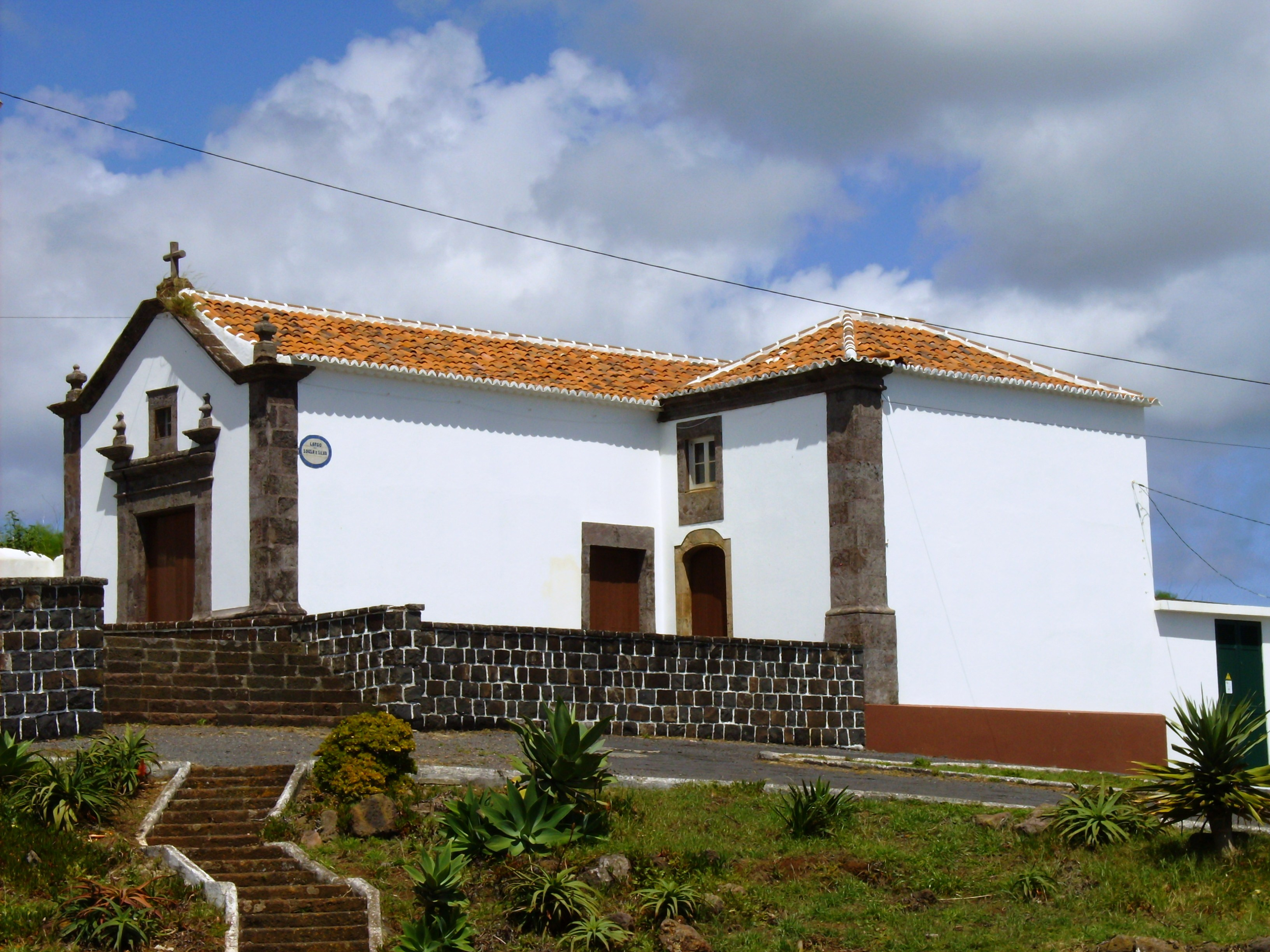
Ermida de São Pedro Gonçalves Telmo: vista lateral.

A Ermida de São Pedro Gonçalves Telmo, popularmente conhecida como Ermida do Corpo Santo, localiza-se na freguesia da Vila do Porto, concelho da Vila do Porto, na ilha de Santa Maria, nos Açores.

## História
São Pedro Gonçalves Telmo é o padroeiro dos homens do mar. A sua devoção difundiu-se a partir das Grandes Navegações, ligada ao chamado "Corpo Santo", as faíscas azuladas por vezes observadas no topo do mastros das embarcações durante as terríveis tempestades marítimas e que também foi chamado de "fogo-de-santelmo".
Ainda antigamente, durante a festa em homenagem ao padroeiro, a irmandade distribuía o chamado "pão do fastio", um pão bento, muito procurado pelos homens do mar e pelas gestantes como remédio contra o enjoo. A tradição ligava esse pão a um milagre atribuído ao santo, quando pregava o dogma da Santíssima Trindade.
COSTA (1955-56) compreende que a primitiva ermida neste local remonte ao século XVI por semelhança com as congéneres sob a invocação do mesmo orago, na ilha de São Miguel e na Terceira, que remontam aquele século. Aventa ainda a possibilidade desta, em Santa Maria, poder remontar ao século XV, uma vez que foi a primeira ilha a ser descoberta (e povoada). FIGUEIREDO (1954) informa que foi erguida com base no "compromisso" da sua congénere algarvia, em Tavira.
De qualquer modo, não se encontra referida nas crónicas dos padres Gaspar Frutuoso, António Cordeiro e Agostinho de Monte Alverne, nem na moderna historiografia mariense pelo Dr. Manuel Monteiro Velho Arruda.
Foi erguida no Cimo da Rocha, no local onde existiu a residência de África Anes, esposa de Jorge Velho, uma das primeiras mulheres que povoaram Santa Maria.
Terá sido ampliada no século XVIII, em 1733, conforme inscrição epigráfica no frontispício. FIGUEIREDO (1954) registra que anualmente, no dia da procissão, os fiéis, de opas brancas, rodeiam uma nau de velas soltas, tufadas, que serve de andor à imagem do padroeiro.
Está incluída na Zona Classificada de Vila do Porto, conjunto classificado no grau de Imóvel de Interesse Público, pelo Decreto Legislativo Regional nº 22/92/A, de 21 de outubro de 1992.
A festa do padroeiro é comemorada, anualmente, a 4 de setembro.

## Características
Em alvenaria de pedra rebocada e caiada, apresenta planta retangular com o corpo da sacristia adossado à lateral direita.
O seu estilo é semelhante ao da vizinha Ermida de Nossa Senhora da Conceição, embora o portal apresente elementos decorativos próprios do século XVII.
A fachada é emoldurada por cunhais e por um soco saliente com o remate superior moldurado. O portal apresenta duplo lintel e cornija saliente encimada por um óculo quadrado. É ladeado por pilastras cujas bases e plintos se prolongam em relevo sobre o soco e cujos capitéis são relevados sobre a cornija do portal. Sobre estes capitéis salientam-se, em relevo, dois capitéis maiores que suportam pináculos embebidos na parede. A moldura do óculo está ligada à cornija do portal. O lintel é rematado superiormente por um rebordo saliente, onde se lê a inscrição "AD 1733". A fachada é rematada por uma cornija que acompanha o remate das duas águas do telhado. No topo da cumeeira ergue-se uma cruz em pedra sobre base do mesmo material.
Sobre os cunhais encontram-se pináculos. A fachada da sacristia, paralela à fachada principal da ermida, também é rematada por uma cornija e por um cunhal.
A cobertura, de duas águas no corpo da nave e de quatro águas no corpo da sacristia, é em telha de meia-cana tradicional rematada por beiral duplo na fachada lateral direita e simples nas restantes.
No interior, a nave, simples, possui, do lado do evangelho, um púlpito rectangular em madeira, com escada, cuja guarda alterna pilaretes em talha com balaústres. A capela-mor possui um retábulo em talha dourada e tecto de madeira pintada com motivos em estilo rococó, a imitar uma abóbada de berço. A sacristia apresenta dois pavimentos: no inferior destaca-se um arcaz de madeira e um lavabo em pedra pintada. O tecto, com as vigas de madeira salientes, também é pintado. O pavimento superior é uma arrecadação.
No chão da ermida, lajes numeradas atestam a existência de enterramentos no local.